# Radio Connection ラジオ・バイキング
『Radio Connection 第2部 ラジオ・バイキング』（レディオ・コネクション・だいにぶ-）は、2002年スタートのAM岐阜ラジオ自社ワイドラジオ番組。火曜日～日曜日の25:00～27:30（時間上は水曜日～月曜日未明の1時から3時30分）まで放送していたが、07年4月の改編を期に日曜25:00～27:30のみの放送となった。2008年6月29日深夜、番組終了。これをもって、AM岐阜ラジオは10年近く続いた終夜放送を一旦完全休止することになった。かつては深夜から明け方まで放送していた。通称と愛称は「ラジ・バイ」。
前身は『朝までいっしょ!ラジオバイキング』。火〜金で『ポッパーズ・ナイト』が編成されたことからリニューアルし、『Radio Connection』（レディオ・コネクション）を構成し、当番組が火〜金の第2部を担っていた。土・日は『ポッパーズ・ナイト』はないものの、「Radio Connection」をつけた状態で呼んでいた。2007年3月をもって『ポッパーズ・ナイト』が終了するとともに「Radio Connection」も解体。同時に上記のとおり日曜日深夜のみに大幅縮小した。
同局は日曜深夜（月曜未明）に終夜放送を行っている関係から近隣府県のリスナーも多くいた。
おもに、リクエストをかけていく。1時台中盤には、岐阜新聞から気になる記事をピックアップするコーナーがある。2時台には岐阜県及び周辺地域の天気予報を放送する。

## パーソナリティー
- 岩田ちとせ

## 過去のパーソナリティ
- 火曜深夜　真並ゆら
- 水曜深夜　森部紗矢香
- 木曜深夜　佐藤亜希
- 金曜深夜　松田亜希世
- 土曜深夜　竹村嘉美